# Devrim Özder Akın
Devrim Özder Akın (Eskişehir, 10 settembre 1975) è un attore turco.

## Biografia
Nato nel 1975 a Eskişehir (Turchia), Devrim Özder Akın nel 1994 si è diplomato presso il dipartimento di musica della scuola superiore di belle arti dell'Anatolia della sua città natale e nel 1999 presso il dipartimento teatrale del conservatorio statale dell'Università di Anadolu. Nella stagione 1999-2000 ha lavorato al teatro statale di Trebisonda. Dal 2000 ha iniziato a lavorare presso i teatri cittadini della municipalità metropolitana di Eskişehir, dove ha ricoperto il ruolo di rappresentante degli artisti nel consiglio di amministrazione fondatore per un periodo.

## Filmografia

### Cinema
- Devrim Arabaları, regia di Tolga Örnek (2008)
- Yengeç Oyunu, regia di Ali Özgentürk (2008)
- Altıkırkbeş, regia di Barış Çorak (2009)
- Kanımdaki Barut, regia di Haluk Piyes (2009)
- Bu İşte Bir Yalnızlık Var, regia di Ketche (2013)
- İki İyi Çocuk, regia di Mehmet Demir Yılmaz (2018)
- Bağlılık Hasan, regia di Semih Kaplanoğlu (2021)
- Yolun Açık Olsun, regia di Mehmet Ada Öztekin (2022)
- Atatürk 1881-1919, regia di Mehmet Ada Öztekin (2023)

### Televisione
- Hatırla Sevgili – serie TV (2006)
- Suç Dosyası – serie TV (2007)
- Gece Gündüz – serie TV (2008)
- Geniş Aile – serie TV (2009)
- Öyle Bir Geçer Zaman ki – serie TV, 5 episodi (2010)
- Adını Feriha Koydum – serie TV, 4 episodi (2011)
- Umutsuz Ev Kadınları – serie TV, 154 episodi (2011-2014)
- Arkadaşlar İyidir – serie TV, 10 episodi (2016)
- La forza di una donna (Kadın) – serie TV, 40 episodi (2017)
- Çocukluk – serie TV, 1 episodio (2020)
- Bahar – serie TV, 1 episodio (2024)
- Atatürk 1881-1919 – serie TV, 2 episodi (2024)

### Cortometraggi
- Sixforty-Five, regia di Baris Corak (2009)
- Birlikte, regia di Baris Corak (2012)

## Teatro
- Yaşar Ne Yaşar Ne Yaşamaz di Aziz Nesin, presso il teatro statale di Trebisonda (1999)
- Zengin Mutfağı di Vasıf Öngören, presso il teatro statale di Trebisonda (2000)
- Lüküs Hayat di Ekrem Reşit Rey, presso i teatri della città di Eskişehir
- Kuvay-i Milliye di Nazım Hikmet Ran, presso i teatri della città di Eskişehir (2005)
- Gözlerimi Kaparım Vazifemi Yaparım di Haldun Taner, presso i teatri della città di Eskişehir (2006)
- Bir Anarşistin Kaza Sonucu Ölümü di Dario Fo, presso i teatri della città di Eskişehir (2012)
- Kundakçı di Grigori Gorin, presso il laboratorio teatrale (2016)
- Bir Şehnaz Oyun di Turgut Özakman, presso i teatri della città di Eskişehir (2017)
- Maskeliler di Ilan Hatsor, presso i teatri della città di Eskişehir (2018)
- Böyledir Bizim Sevdamız di Zülfü Livaneli, presso i teatri della città di Eskişehir (2019)
- Baba di Florian Zeller, presso il teatro Pürtelaş (2020)

## Doppiatori italiani
Nelle versioni in italiano dei suoi film e delle sue serie TV, Devrim Özder Akın è stato doppiato da:
- Alessandro Spadorcia[10] ne La forza di una donna[11]